# Kebab de cireres
Kebab de cireres (àrab: كباب الكرز, kabāb al-karaz) és un tipus especial de kebab, que s'elabora amb xai picat i cirera. A més del nom original en àrab, kabab al-kàraz, també se l'anomena kebab garaz (jueu), cherab kabab, kabab bi-l-kàraz, «mandonguilles de cirera», kebab con cerezas (mexicà), i fishnah kabab (armeni).

## Lloc d'ocurrència
El kebab de cireres és un plat especial d'Alep, la segona ciutat més gran de Síria amb patrimoni i història. Aquest plat és molt popular entre els armenis de Síria i els jueus sirians. La cuina de Damasc pertany a la cuina llevantina (també coneguda com la Mediterrània oriental) que inclou més regions com Xipre, Israel, Jordània, Líban, Palestina i una part del sud de Turquia. Per tant, el kebab de cireres també es troba en aquestes regions. A la part jueva de Jerusalem, el plat és molt comú, va ser portat per jueus aleps a finals del segle xix o principis del segle xx, es diu kabab dubdeban, i la variació jerusalemita es fa amb sumac, fent-lo més àcid.

## Especificitat
El kebab de cireres és un preparat semblant a un guisat. L'especificitat d'aquest plat és que la veritable versió del kebab de cireres requereix l'ús de cireres de Santa Llúcia. La cirera de Santa Llúcia (Prunus cerasus) és una cirera petita (de 8 a 10 mm de llarg), ovoide, amarga i de color carmesí, més petita que la seva homòloga. Es presenta en diverses varietats, incloses Alep, Montmorency i Morello. Com que és dolç i àcid alhora, combina perfectament amb la riquesa del xai. Les cireres donen un bell color magenta violaci brillant a aquest plat.